# القنب الهندي في أريزونا

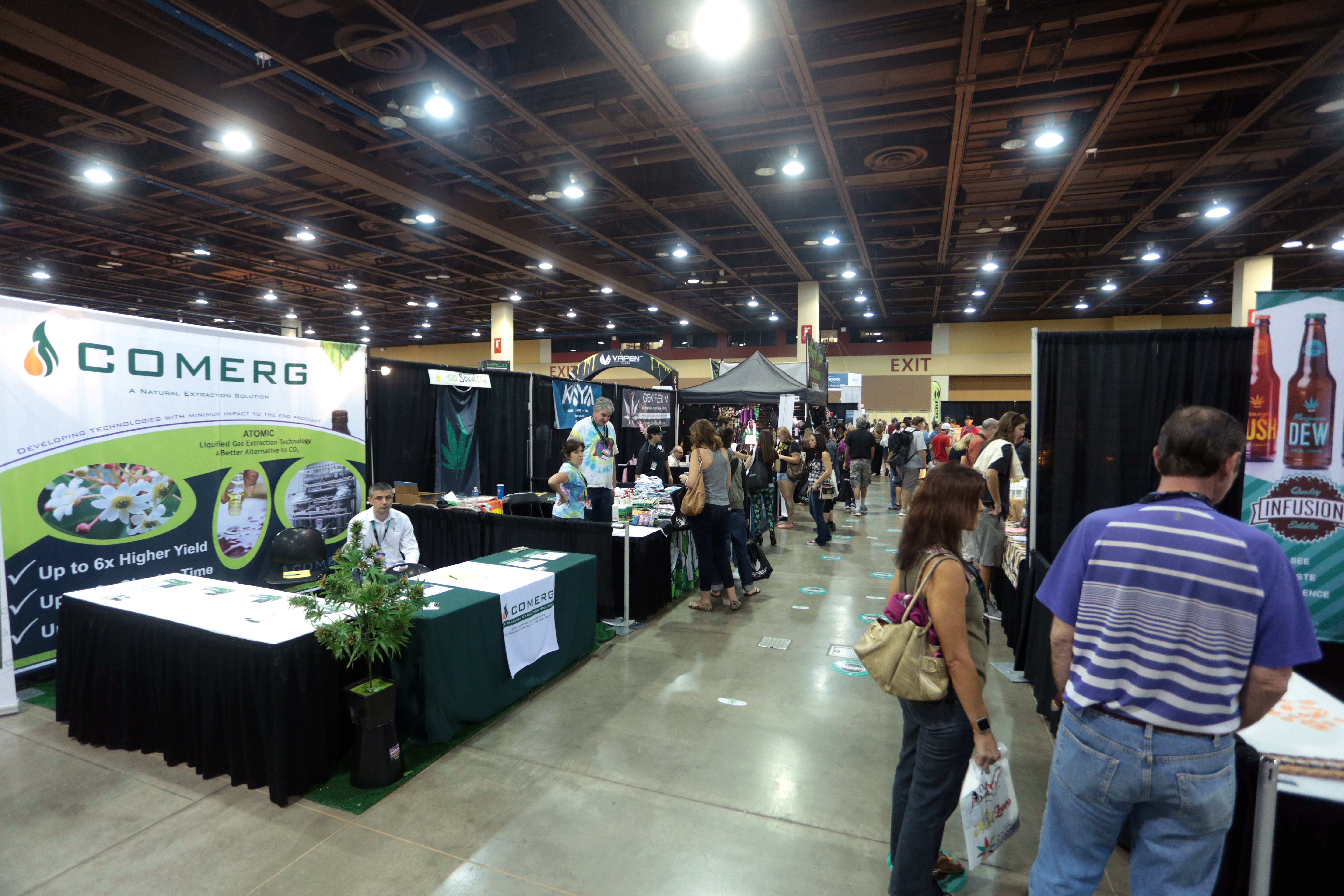
مؤتمر ومعرض جنوب غرب القنب في فينيكس 2016

القنب الهندي في أريزونا يعد القنب الهندي قانوني للاستخدام الترفيهي في ولاية أريزونا. تم تمرير مبادرة 2020 لإضفاء الشرعية على الاستخدام الترفيهي (الاقتراح 207، القانون الذكي والآمن) بنسبة 60 ٪ من الأصوات. بموجب هذه المبادرة أصبح حيازة الماريجوانا وزراعتها قانونيًا في 30 نوفمبر 2020. بدأت مبيعات القنب الترفيهي المرخصة من الدولة في 22 يناير 2021، مما جعل ولاية أريزونا أسرع ولاية تسمح بمبيعات التجزئة بعد إضفاء الشرعية الترفيهية في تاريخ الولايات المتحدة.
تم تقنين الاستخدام الطبي في البداية في عام 1996 عن طريق الاقتراح 200 (الذي احتوى أيضًا على عدد من إصلاحات سياسة الأدوية الأخرى)، لكن توفير الاستخدام الطبي أصبح غير فعال بسبب تعارضه مع القانون الفيدرالي. تمت الموافقة في وقت لاحق على قانون القنب الطبي الوظيفي في عام 2010 (الاقتراح 203).

## الاستخدام الطبي

### الاقتراح 200 (1996)
في عام 1996 وافق 65٪ من ناخبي أريزونا على الاقتراح 200 «قانون العلاج الطبي والوقاية والسيطرة على الأدوية»، وهي مبادرة لإصلاح سياسة الأدوية تضمنت شرطًا يسمح للأطباء بوصف الحشيش للاستخدام الطبي. تم بعد ذلك إلغاء بند الاستخدام الطبي بشكل أساسي من قبل مشرعي الولاية بعد بضعة أشهر، لكن التغيير رفضه الناخبون في استفتاء عام 1998 باستخدام حق النقض (الاقتراح 300). في نهاية المطاف كان بند الاستخدام الطبي غير فعال بسبب اللغة التي أدت إلى تعارض كبير مع القانون الفيدرالي (استخدام كلمة «يصف» بدلاً من «يوصي»).
كان عضو مجلس الشيوخ الأمريكي السابق والمرشح الجمهوري للرئاسة باري جولدووتر من بين مؤيدي المبادرة، حيث شغل منصب الرئيس الفخري لحملة المبادرة 200 كان الراعي الرئيسي لدعم هذه المبادرة هو مؤسس جامعة فينيكس جون سبيرلينج.

### الاقتراح 203 (2002)
في نوفمبر 2002 فشل الاقتراح 203، وهو مبادرة طبية للقنب سعت أيضًا إلى إلغاء تجريم الاستخدام الترفيهي، وذلك بنسبة 42.7 ٪ من الأصوات. تضمنت المبادرة متطلبات: السماح للمرضى بامتلاك ما يصل إلى 2 أوقية من الحشيش وزراعة نبتتين، إنشاء نظام تديره الدولة لتوزيع القنب الطبي على المرضى، إلغاء تجريم ما يصل إلى 2 أوقية من القنب لأي استخدام (يعاقب عليها بغرامة قدرها 250 دولارًا)، وسن إصلاحات جديدة لإصدار الأحكام على جرائم المخدرات غير العنيفة (التوسع في إصلاحات عام 1996). عارض الاقتراح 203 من قبل مجتمع إنفاذ القانون في الولاية، وكلاهما من المرشحين لمنصب الحاكم (الديموقراطية جانيت نابوليتانو والجمهوري مات سالمون)، وقيصر المخدرات جون ب. والترز الذين سافروا إلى الولاية لحملة ضد المبادرة.

### الاقتراح 203 (2010)
في نوفمبر 2010 تمت الموافقة على الاقتراح 203، وهي مبادرة تسعى إلى إضفاء الشرعية على الاستخدام الطبي للقنب، بنسبة 50.1٪ من الأصوات. سمحت المبادرة للمرضى الذين أوصوا من الطبيب بامتلاك 2.5 أوقية من الحشيش لعلاج بعض الحالات المؤهلة. حددت عدد المستوصفات بـ 124، وحدد أن المرضى الذين يقيمون على بعد أكثر من 25 ميلاً من المستوصف يمكنهم فقط زراعة الحشيش الخاص بهم. تمت الموافقة على الاقتراح 203 على الرغم من معارضة الحاكم جان بروير والمدعي العام تيري جودارد وجميع عمداء الولاية والمدعين العامين بالمقاطعة والعديد من السياسيين الآخرين في الولاية.
في مايو 2011 رفع بروير والمدعي العام توم هورن دعوى قضائية في محكمة فيدرالية للتشكيك في بعض أحكام المبادرة. سعت الدعوى إلى إصدار حكم بشأن ما إذا كان موظفو الدولة المتورطون في تنفيذ أحكام معينة يخضعون للملاحقة القضائية الفيدرالية. بسبب عدم اليقين هذا أعلنت الدولة أيضًا أنها ستعلق إصدار تراخيص مستوصفات القنب الطبية. تم رفض الدعوى في يناير 2012، وجد قاضٍ فيدرالي أن القضية لم تكن ناضجة حيث لم يكن هناك ما يشير إلى أن الحكومة الفيدرالية ستقاضي مسؤولي أريزونا لتنفيذ القانون. رفع بروير الوقف بعد ذلك مما سمح لمسؤولي الدولة بالبدء في تنفيذ المبادرة. افتتح أول مستوصف مرخص للجمهور في 6 ديسمبر 2012. في مايو 2012 وقع بروير تشريعًا يحظر حيازة الحشيش الطبي في حرم الجامعات. ومع ذلك قضت المحكمة العليا في أريزونا في مايو 2018 بأن القانون غير دستوري.

## الاستعمال الترفيهي

### الاقتراح 205 (2016)
في نوفمبر 2016 فشل الاقتراح 205، وهو مبادرة لتقنين الاستخدام الترفيهي للقنب بنسبة 48.7٪ من الأصوات. كانت المبادرة ستسمح للبالغين بامتلاك ما يصل إلى أوقية من الحشيش وزراعة ما يصل إلى ستة نباتات للاستخدام الشخصي. كما تتطلب إنشاء نظام للتوزيع التجاري وفرض الضرائب على القنب، مع عائدات ضريبية زائدة (بعد دفع نفقات البرنامج) مخصصة لتمويل المدارس العامة وبرامج تعاطي المخدرات.
جمعت الحملة لهزيمة الاقتراح 205 أكثر من 6 ملايين دولار، بمساعدة كبيرة من جهود جمع التبرعات للحاكم دوغ دوسي. من بين أكبر المساهمين في حملة المعارضة ديسكونت تاير (مليون دولار)، غرفة التجارة والصناعة في أريزونا (918 ألف دولار)، شيلدون أديلسون (500 ألف دولار)، إنسيس ثيرابيوتكس (500 ألف دولار). كان المساهمون الرئيسيون في دعم هذه المبادرة هم مشروع سياسة الماريجوانا (1.715.000 دولار)، والدكتور برونر (550 ألف دولار)، وتحالف سياسة الأدوية (350 ألف دولار).

### الاقتراح 207 (2020)
تم تقنين الاستخدام الترفيهي للقنب من خلال إقرار الاقتراح 207 في 3 نوفمبر 2020. بدأ التنظيم للمبادرة في أغسطس 2019 من قبل جمعية مستوصفات أريزونا وغرفة تجارة القنب في أريزونا. قدمت جمعية مستوصفات أريزونا طلبًا لمبادرة الاقتراع في 26 سبتمبر 2019، من أجل «قانون ذكي وآمن»، سعيًا للحصول على 237.645 توقيعًا ضروريًا من ناخبي أريزونا المسجلين بحلول الموعد النهائي 2 يوليو 2020. قدمت حملة أريزونا الذكية والآمنة في النهاية أكثر من 420.000 توقيع إلى مكتب وزير الخارجية. في 11 أغسطس 2020 أعلن وزير الخارجية أن المبادرة قد تأهلت لاستفتاء نوفمبر كمقترح 207.
سمح القانون الذكي والآمن للاستخدام الترفيهي للبالغين للماريجوانا، على وجه التحديد من خلال السماح للبالغين في ولاية أريزونا بامتلاك ما يصل إلى أونصة واحدة (28 جم) من الماريجوانا مع عدم وجود أكثر من 5 جرامات من تركيز الماريجوانا، والسماح لكل شخص بالغ بتناولها. وزراعة ما يصل إلى 6 من نباتات الماريجوانا في منازلهم (مع ما يصل إلى 12 من نباتات الماريجوانا في المنازل التي تضم شخصين بالغين أو أكثر). وتوجيه وزارة الخدمات الصحية بالولاية لوضع قواعد لبيع الماريجوانا بالتجزئة بحلول 1 يونيو 2021، ويسمح للماريجوانا بالخضوع لضرائب المبيعات الحكومية والمحلية مثل عناصر البيع بالتجزئة الأخرى، ويفرض ضريبة انتقائية إضافية بنسبة 16٪ على منتجات الماريجوانا. سيتم استخدام الإيرادات لتنفيذ وإنفاذ اللوائح المتعلقة بالقانون، يلزم تقسيم الإيرادات المتبقية بين كليات المجتمع (33٪)، وإدارات الشرطة والإطفاء (31.4٪)، وصندوق الطرق السريعة بالولاية (25.4٪)، وصندوق إعادة استثمار العدالة (10٪)، والمدعي العام للولاية للتنفيذ (0.2٪). تنص المبادرة على أنه يجوز لأصحاب العمل تبني سياسات «مكان العمل الخالي من المخدرات» وتقييد استخدام الموظفين والمتقدمين للماريجوانا، ولا يسمح باستخدام الماريجوانا في أي أماكن عامة. أثبتت المبادرة أن حيازة شخص بالغ لأكثر من أونصة ولكن أقل من 2.5 أوقية من الماريجوانا هي جريمة صغيرة. كما يحظر بيع منتجات الماريجوانا التي تشبه «الإنسان أو الحيوان أو الحشرات أو الفاكهة أو اللعبة أو الرسوم المتحركة»، ويحدد العقوبات على حيازة الماريجوانا من قبل القُصَّر.
عارضت غرفة التجارة والصناعة في أريزونا مبادرة الاقتراع، معتبرة أنها ستؤدي إلى «زيادة في حوادث مكان العمل وانخفاض الإنتاجية الإجمالية في مكان العمل». سعى معارضو هذا الإجراء إلى إزالة الاقتراح 207 من الاقتراع العام، مؤكدين أن بيان الاقتراع المكون من 100 كلمة كان معيبًا. تم رفض هذا الادعاء من قبل المحكمة العليا في أريزونا بالإجماع. تم تمرير قانون ذكي وآمن بنسبة 60٪ من الأصوات في 3 نوفمبر 2020. وصبحت حيازة القنب قانونية في 30 نوفمبر 2020 عندما تم التصديق على نتائج الانتخابات. بدأت مبيعات الماريجوانا بالتجزئة في 22 يناير 2021.

## المناصرة
كان محامي مقاطعة ماريكوبا السابق والقاضي الحالي في المحكمة العليا في أريزونا بيل مونتغمري من أبرز المعارضين لجهود إصلاح القنب في ولاية أريزونا. لقد أدلى بعدد من التعليقات المثيرة للجدل حول هذا الموضوع، بما في ذلك إخبار أحد المحاربين القدامى الذين تحدثوا دعمًا لإضفاء الشرعية: «أنا لا أحترمك... لأنك عدو». شارك مونتغمري أيضًا في معركة قانونية متعددة السنوات تسعى لإلغاء قانون القنب الطبي للدولة الذي وافق عليه الناخبون في عام 2010.